# Chrolin
Chrolin – wieś w rejonie szepetowskim obwodu chmielnickiego.
Znajduje się tu powstała w XIX w. stacja kolejowa Chrolin, położona na linii Koziatyn – Szepetówka.

## Historia
Pod rozbiorami siedziba gminy Chrolin w powiecie zasławskim guberni wołyńskiej. 